# Ludus latrunculorum

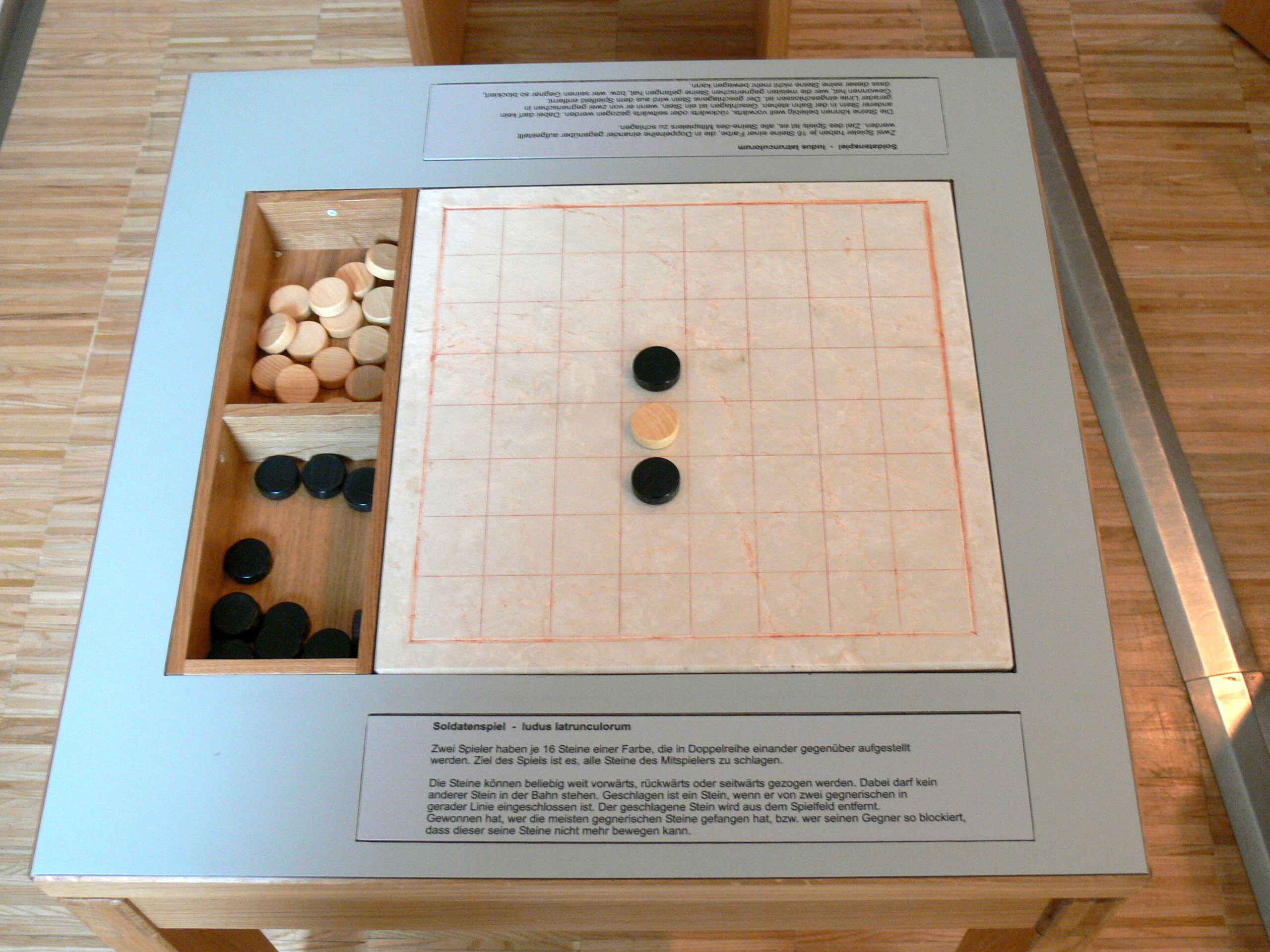
En modern rekonstruktion av ludus latrunculorum. (Museum Quintana, Künzing, Tyskland)

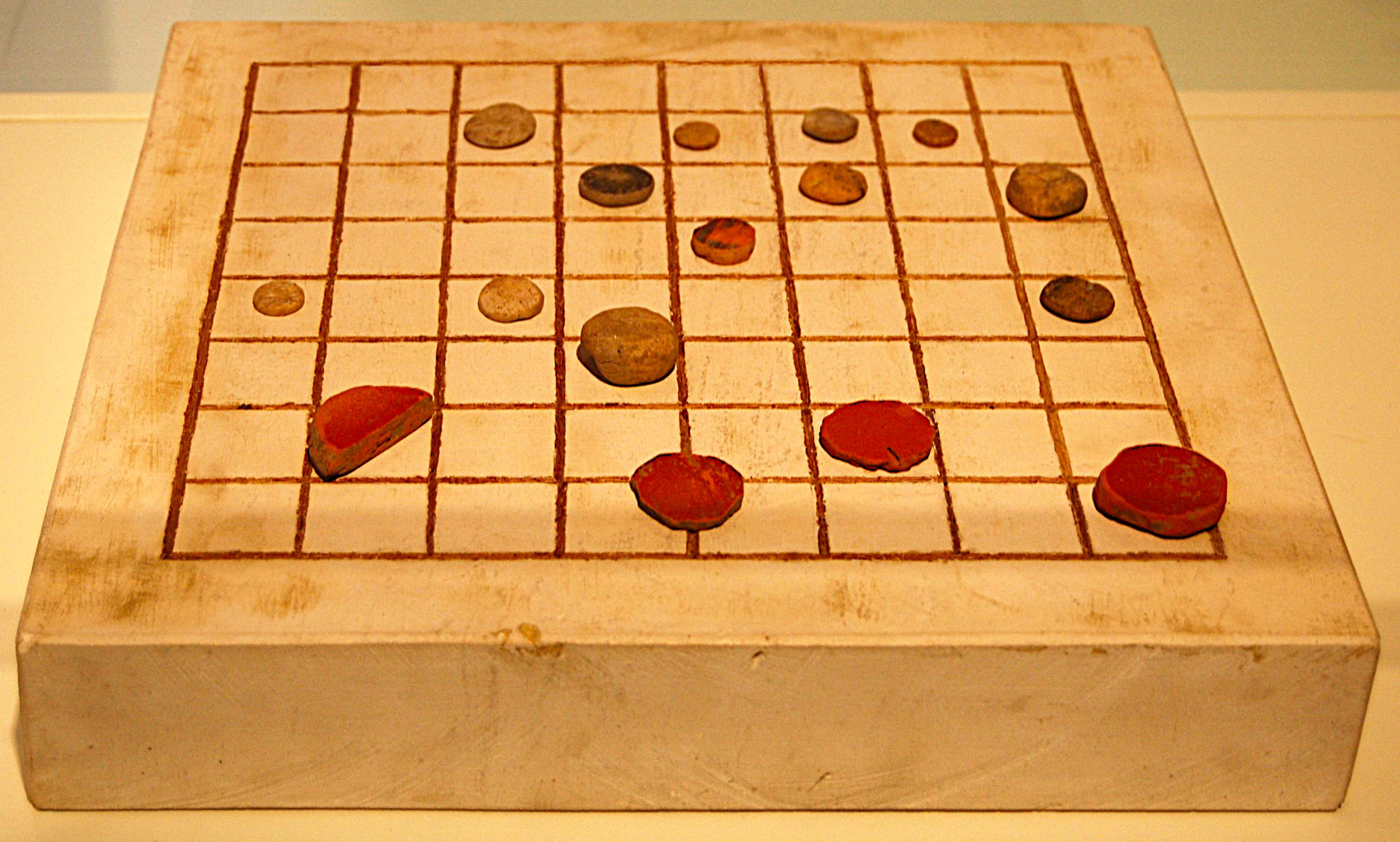
Ludus latrunculorum från utgrävningarna i Complutum (Alcalá de Henares, Spanien).

Ludus latrunculorum var ett brädspel som utövades i det antika Rom och som var särskilt populärt bland de romerska soldaterna. Fynd av spelpjäser och av bräden, ofta inristade i byggnadsdetaljer, har gjorts i såväl själva Rom som på de flesta platser i det romerska imperiet, till exempel vid Hadrianus mur i England. Spelbrädet kunde vara av varierande storlek, men hade vanligen ett rutmönster med 8 x 8 rutor.
Spelet är omnämnt i verk av flera av antikens författare, bland annat Varro, Ovidius och Martialis, vilka ger vissa ledtrådar till hur spelet tillgick, men fullständiga beskrivningar saknas. Flera försök till rekonstruktion av spelets regler har gjorts. Det förefaller rimligt att anta att pjäserna, som alla var av samma typ, flyttades lodrätt eller vågrätt, och att en pjäs blev utslagen om den hamnade i rät linje mellan två motståndarpjäser. Spelets mål var att slå ut så många som möjligt av motpartens pjäser.
Spelets latinska namn kan översättas med "legosoldaternas spel" eller "stråtrövarnas spel". En annan benämning på spelet var latrunculi, som betyder "legosoldater" eller "stråtrövare".